# Chenard-Walcker
Chenard-Walcker, también conocido como Chenard & Walcker, fue un fabricante francés de automóviles y vehículos comerciales de 1898 a 1946. Luego, Chenard-Walcker diseñó y fabricó camiones comercializados a través de los canales de venta de Peugeot hasta la década de 1970. La fábrica estaba inicialmente en Asnières-sur-Seine y se trasladó a Gennevilliers en 1906. La marca es recordada como la ganadora de la primera carrera de 24 horas de Le Mans en 1923.

## Historia
Ernest Chenard (1861-1922) fue un ingeniero ferroviario y fabricante de bicicletas con una fábrica en la rue de Normandie en Asnières-sur-Seine, entonces a las afueras de París en su lado norte. Se unió al ingeniero de minas Henri Walcker (1877–1912) en 1898 para fabricar triciclos de motor. Juntos fundaron su negocio de automóviles el 19 de enero de 1899, con Chenard a cargo del diseño y las ventas y finanzas de Walcker. La empresa se registró formalmente como Chenard, Walcker et Compagnie en 1900. Para asegurar la viabilidad comercial a corto plazo, comenzaron produciendo un cuadriciclo, pero en 1900 su "primer automóvil verdadero", el "Chenard et Walcker Tipo A" fue homologado por las autoridades. Este tenía un motor de dos cilindros, 1160 cm³ (70,8 plg³)   motor de diseño propio que impulsaba las ruedas traseras a través de una caja de cambios de cuatro velocidades y un sistema de transmisión inusual. De la caja de cambios había dos ejes de transmisión, uno para cada cubo trasero, con los cubos impulsados por dientes de engranaje cortados en el interior. El coche se mostró en el Salón de París de 1901. El "Chenard et Walcker Type B" siguió en 1901 y muy pronto se ofreció una gama más completa.
En marzo de 1906, la empresa se hizo pública, en el proceso pasó a llamarse Société Anonyme des Anciens Étabissements Chenard et Walcker, y se trasladó a una nueva fábrica en Gennevilliers en 1908. El nuevo nombre ha causado confusión a lo largo de los años sobre si los autos deberían llamarse Chenard-Walcker o Chenard et Walcker. Ambos nombres parecen haber sido utilizados. La producción anual aumentó constantemente, siendo un mercado importante el suministro de taxis, especialmente en París. En 1910 fabricaron más de 1500 automóviles, lo que los convirtió en el noveno fabricante de automóviles más grande de Francia. Un coche de seis cilindros de 4,5 litros (274,6 plg³) se unió a la alineación en 1913 y al estallar la guerra en 1914 la gama de modelos consistía en seis cilindros y cuatro cilindros de 2 litros (122 plg³), 2,6 litros (158,7 plg³) y 3 litros (183,1 plg³) capacidades.

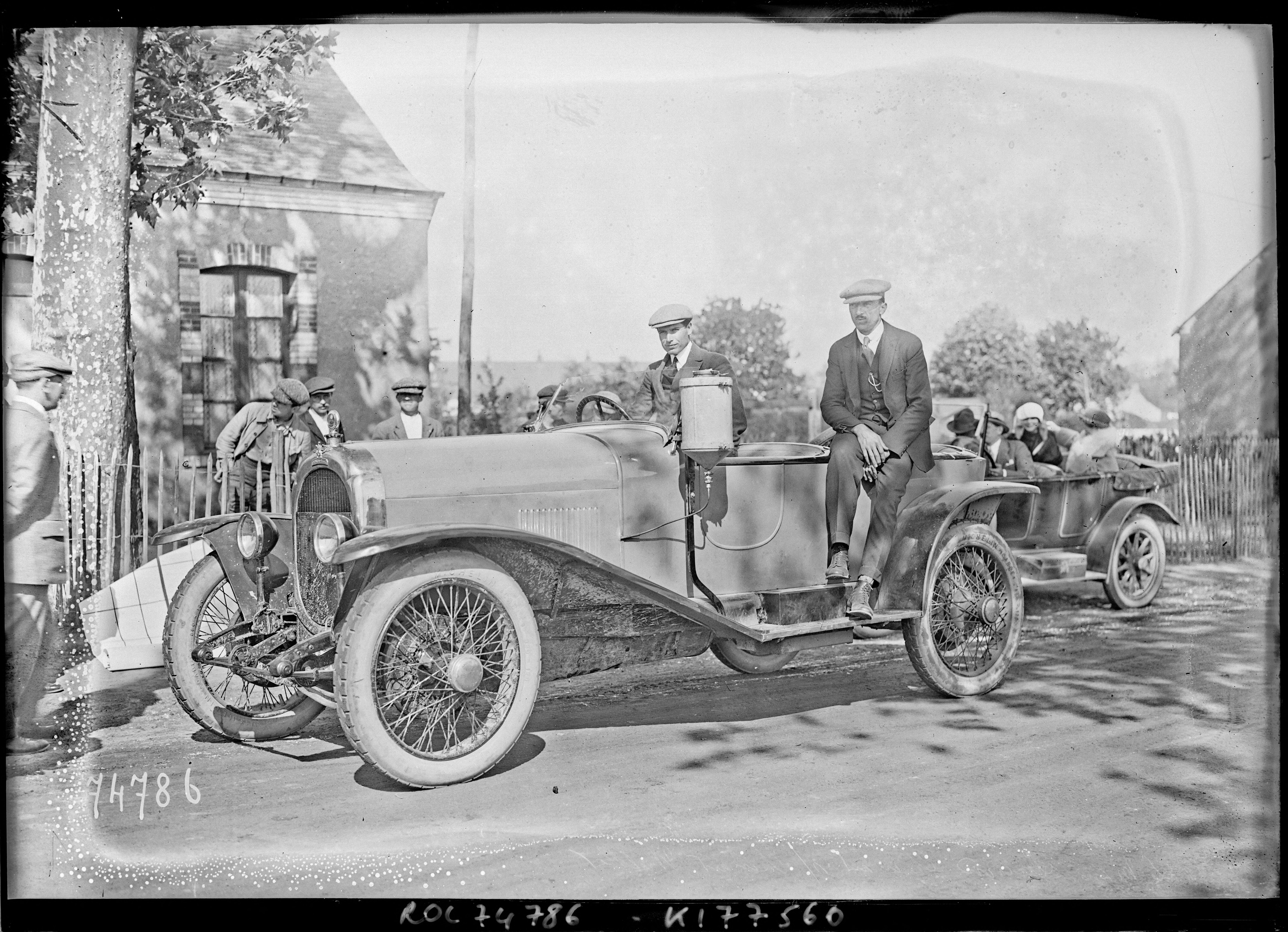
Lucien Chenard sobre un Chenard & Walcker (Le Mans, 22-05-1922)

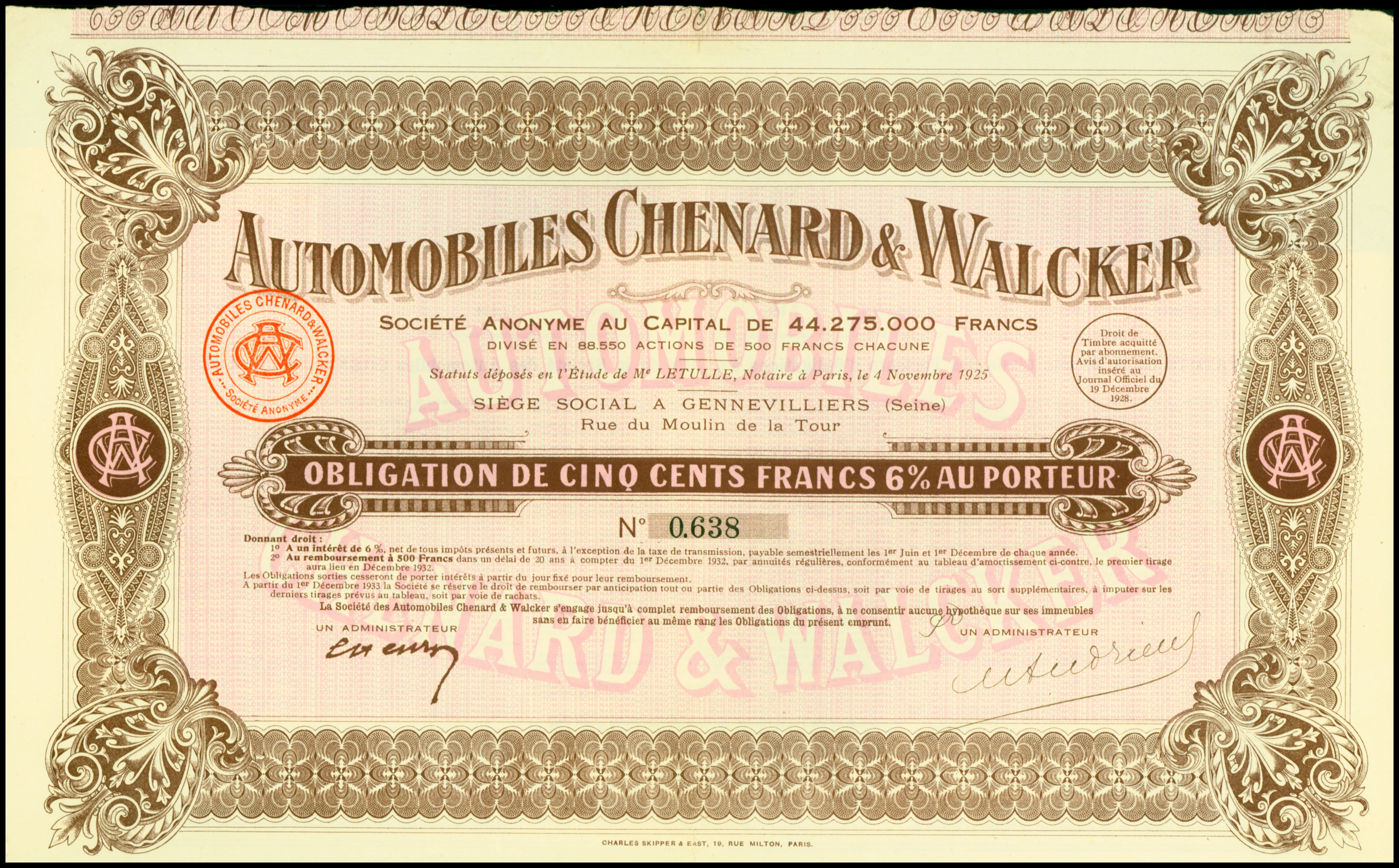
Bono de Automóviles Chenard & Walcker, emitido el 19. diciembre de 1928

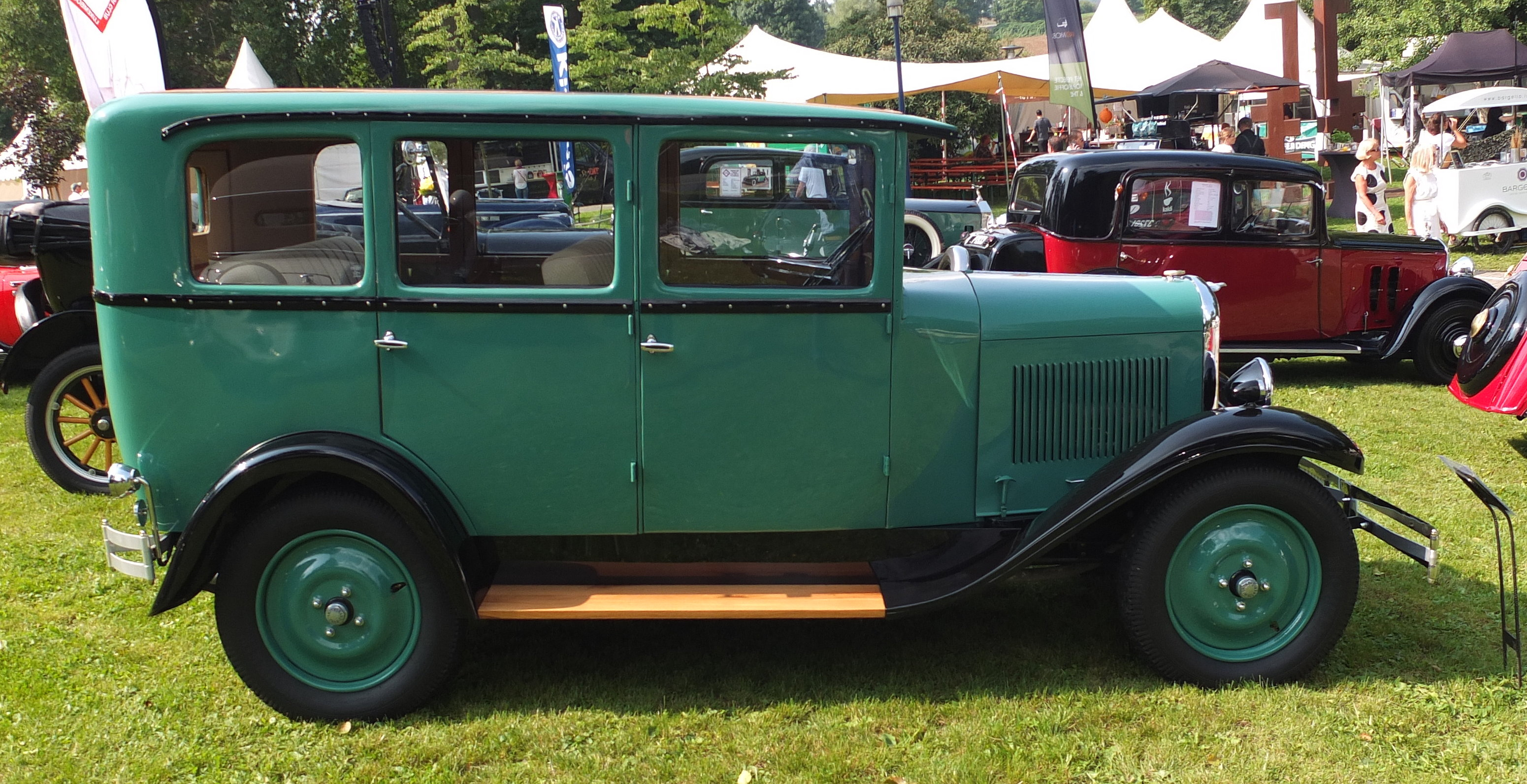
1930 Chenard y Walcker Y6 "Boulangère"

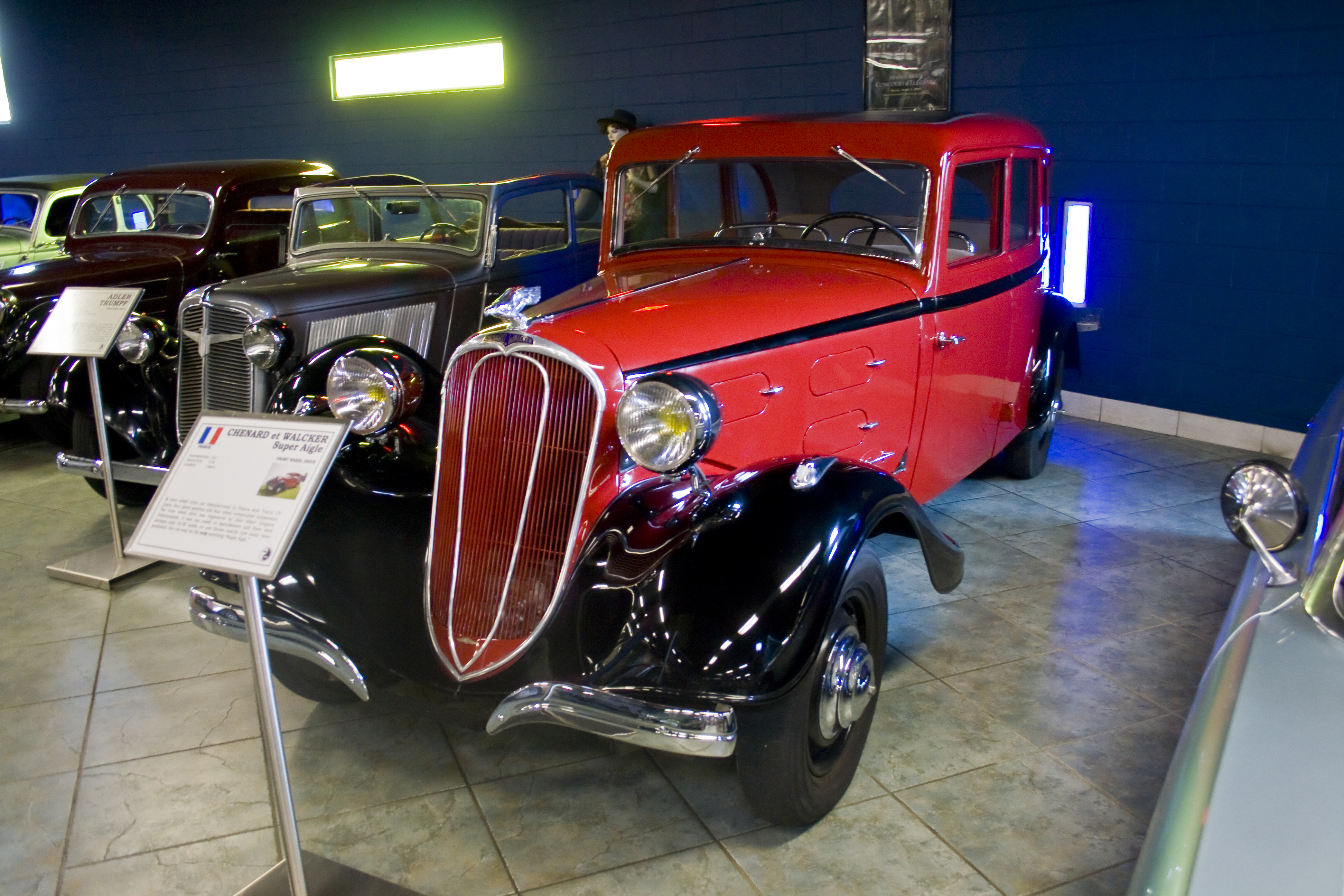
1933 Chenard et Walcker T9T (tracción delantera)

Durante la Primera Guerra Mundial, se fabricaron motores de aviones Hispano-Suiza, así como versiones militares del automóvil Tipo U. Con la paz, solo se reanudó la producción del seis cilindros, ahora llamado Modelo UU, pero en 1920 se fabricó un flamante 2648 cm³ (161,6 plg³)  se añadió cuatro, el 12CV. También se fabricaron vehículos comerciales FAR . Tras la muerte de Ernest Chenard en 1922, su hijo Lucien Chenard (1896–1971) se hizo cargo.
El coche de 3 litros de 1922, diseñado por Henri Toutée (1884-1943), que había estado en la empresa desde 1906, con motor de árbol de levas en cabeza, fue el ganador de la primera carrera de las 24 horas de Le Mans, en 1923, conducido por René Léonard y André Lagache, ambos ingenieros empleados por Chenard et Walcker. Posteriormente se vendió al público una versión de 2 litros, la 10/12.

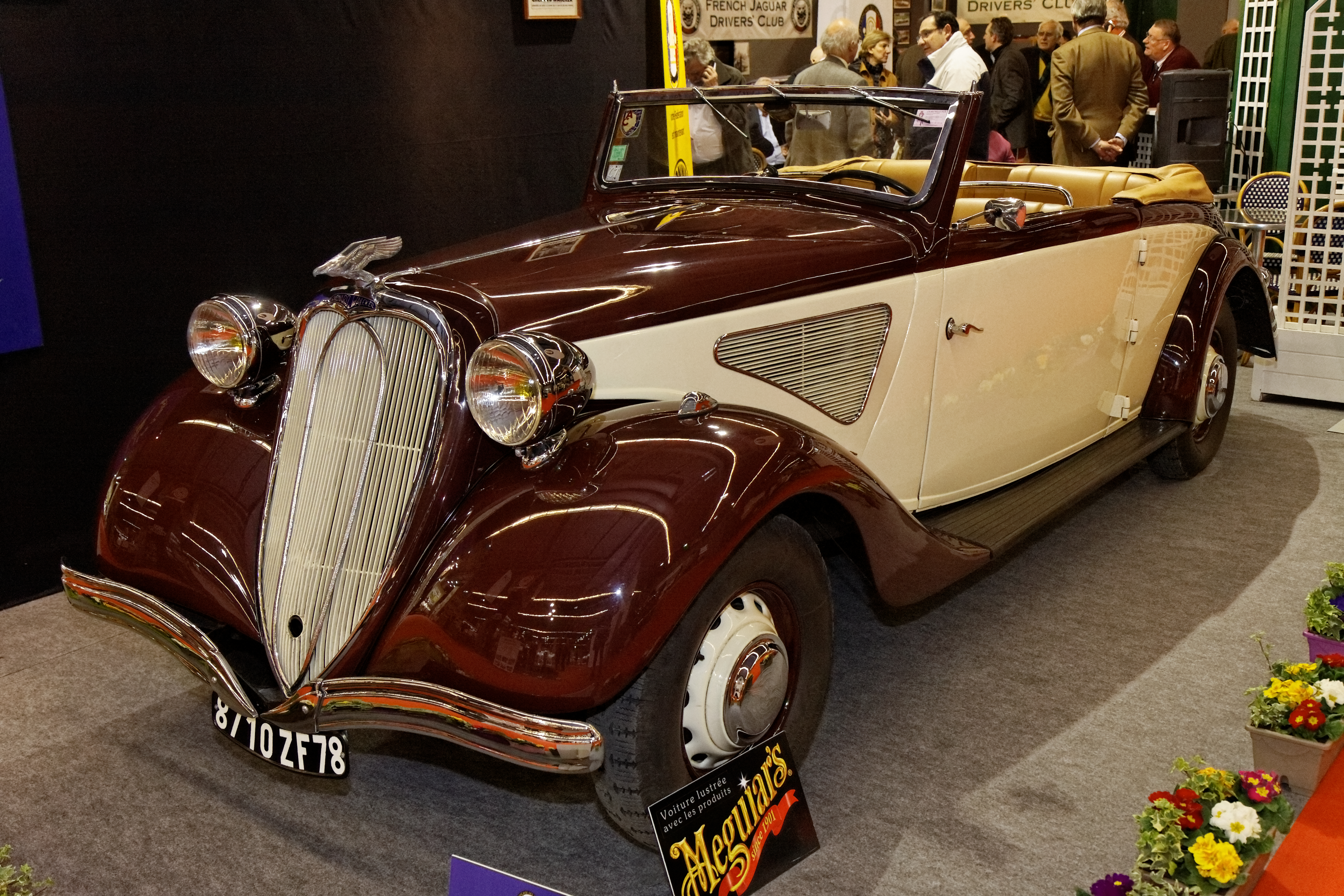
1936 Chenard et Walcker T24C Super Aigle (tracción delantera)

En 1925, Chenard et Walcker era el cuarto mayor fabricante de automóviles de Francia. En 1927, la empresa entró en un "consorcio" tripartito (colaboración) con Delahaye y Rosengart, compartiendo diseños y componentes. A Unic también se le ofreció un lugar en el consorcio, pero rechazó la oferta. La "entente" fue anunciada en 1929 con el lema "L'Union fait la force" El arreglo duró casi cuatro años, hasta 1931, cuando sería Chenard et Walcker quien rompió con los demás socios. En una carta fechada el 13 de junio de 1930 a Delahaye, el presidente de la compañía declaró que parecía bastante imposible continuar la colaboración tal como estaba funcionando entonces, y la colaboración se disolvió formalmente a fines de septiembre de 1931, habiendo sido utilizados los quince meses intermedios por los socios para configurar sus rangos de modelos separados, aunque algunos modelos "agotados" del período de colaboración continuaron apareciendo después de 1931.
La suspensión delantera independiente se introdujo en algunos modelos de 1934 y también la tracción delantera con diseños de Grégoire en los modelos Super Aigle, pero no fue un gran éxito ya que se lanzó al mismo tiempo que el Citroën Traction Avant, pero era considerablemente más caro. En el mismo año se lanzó el Aigle 8 con motor V-8 .

### Declive
La compañía nunca tuvo suficiente capital para modernizarse y los autos permanecieron en gran parte construidos a mano, lo que los dejó incapaces de competir en precio. Como resultado, quebraron en 1936 y fueron adquiridas por el fabricante de carrocerías Chausson . Los modelos de 1938 compartían carrocería con Matford, distinguibles únicamente por las parrillas del radiador y estaban propulsados por motores Citroën o Ford V-8. Había planes para rejuvenecer (nuevamente) la apariencia del gran modelo "Aigle 22CV" de Chenard & Walcker para 1939, dándole una parrilla inclinada, pero esto quedó en nada y la producción de automóviles finalmente cesó en 1939 o 1940. En abril de 1940, apareció un anuncio de los turismos de la empresa con sede en Matford en la versión en francés de una importante revista de automóviles con sede en Suiza pero, en ese momento, la empresa parece haber estado acabando las existencias existentes de coches nuevos en lugar de construyendo más.

### Segunda Guerra Mundial

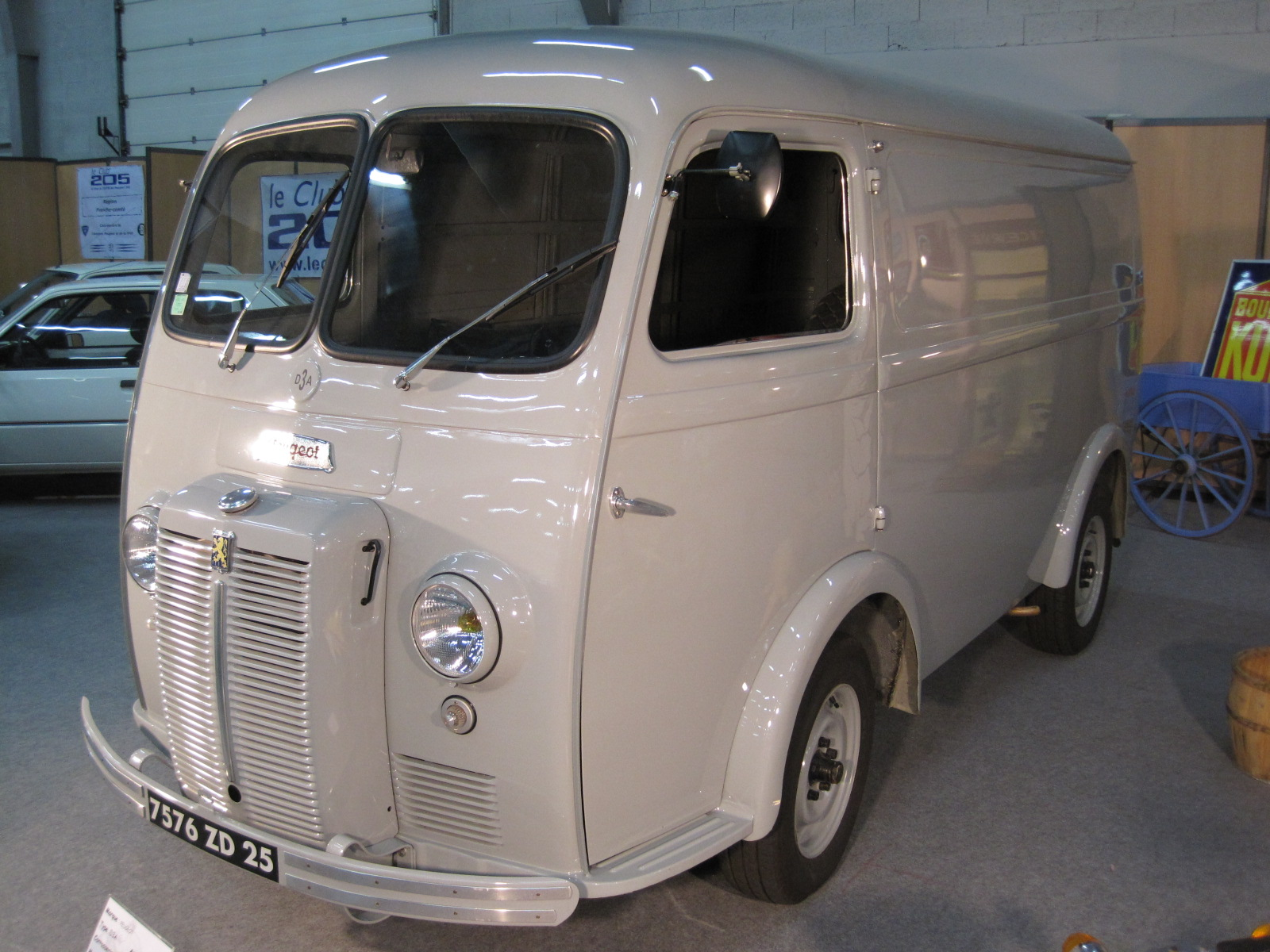
Fourgon D3 comercializado desde 1950 hasta 1965

En septiembre de 1939 Francia declaró la guerra a Alemania y en junio de 1940 el ejército alemán invadió y ocupó rápidamente el norte de Francia. Los años de la guerra se caracterizaron por una desesperada escasez de materias primas para la industria civil y de gasolina. En 1940, Chenard & Walcker presentó el prototipo de una ambulancia basada en una furgoneta ligera destinada al ejército, y este vehículo resultó ser el primero de una larga línea de furgonetas ligeras de control avanzado. En 1941, la furgoneta se catalogó para uso civil, propulsada por un compacto 720 cm³ (43,9 plg³) motor de dos tiempos refrigerado por agua que ocupaba una posición central entre la pierna derecha del conductor y la pierna izquierda de su pasajero. La potencia de salida estaba en la región de 20 HP (20,3 CV) que parece haber sido apenas compatible con los 1,5 kg (3,3 lb) indicados de capacidad de carga. En 1942, el combustible para uso civil se había vuelto prácticamente imposible de obtener y una empresa llamada Sovel ofreció una versión eléctrica de la pequeña camioneta. Aunque el éxito de la pequeña furgoneta no fue suficiente para asegurar al fabricante un futuro a largo plazo en la producción de vehículos, la furgoneta perduró. Hacia finales de la década de 1940, la propia Chausson (la empresa que ya había adquirido Chenard & Walcker) pasó a manos de Peugeot, y la furgoneta adquirió el motor del Peugeot 202 . Unos años más tarde, en 1950, pasó a llamarse furgoneta Peugeot D3 . Los últimos en llevar el nombre de Chenard se fabricaron en 1950.

## Competición
Chenard-Walcker ganó las 24 Horas de Le Mans inaugurales de 1923 con uno de los tres autos inscritos. El coche número 9, conducido por André Lagache y René Léonard, ganó la carrera al completar 128 vueltas. Cuatro vueltas por detrás, en segundo lugar, venía el coche número 10 conducido por Raoul Bachmann y Christian Dauvergne. Su tercera entrada, el auto número 11 conducido por Fernand Bachmann y Raymond Glaszmann, completó 110 vueltas y terminó en séptimo lugar en la general. Los tres autos eran modelos Tipo U 15CV Sport que competían en la clasificación 3.0, dentro de la cual terminaron primero, segundo y cuarto. Colectivamente completaron 362 vueltas, más que cualquier otro fabricante en la carrera.

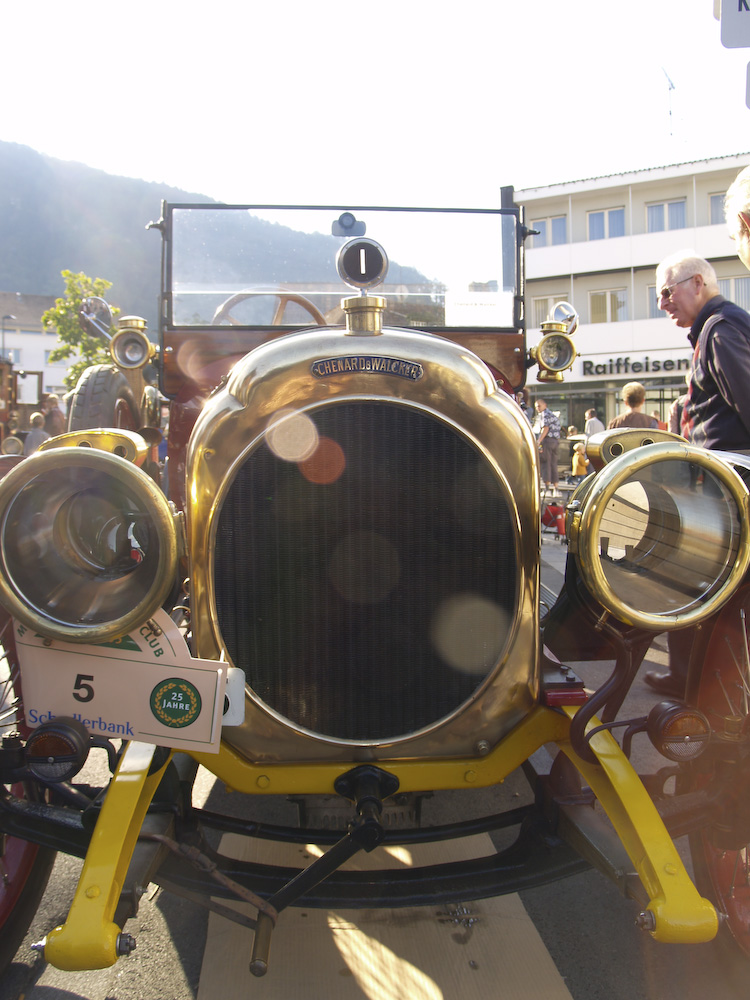
Tipo U (1913), 4 cilindros, 3014 cc, 15 caballos de fuerza

## Modelos principales
- 14/16 1905
- Type M 1907
- Type N 1907
- Type P 1910
- Type U 15CV 1913
- Type UU 1919
- Type U 12CV 1920
- Type TT 1922
- 3-litre 1922
- 10/15CV 1924
- 12/25CV 1924
- 22CV Straight 8 1924
- 14CV 1929
- Y6 1929
- 8CV 1931
- Super Aigle 4 1934
- Aiglon 1934
- Aigle 4S 1934
- Aigle 8 1934
- Aigle 20 1938
- Aigle 22 1938